# کورب
کورب (به آلمانی: Korb) منطقه‌ای است در ناحیه رمس-مور در ایالت بادن-وورتمبرگ، آلمان. این منطقه در ۳ کیلومتری شرق وایبلینگن و در ۱۵ کیلومتری شمال شرق اشتوتگارت است.
کورب بیشتر به دلیل داشتن مزارع انگور اطراف آن شناخته شده است.